# Deuterophlebiidae
Famille
Les Deuterophlebiidae sont une famille d'insectes diptères nématocères.

## Liste des genres
Selon BioLib (9 mai 2019) :
- genre Deuterophlebia Edwards, 1922

## Publication originale
- (en) Frederick Wallace Edwards, « XLVI.—Deuterophlebia mirabilis, gen. et sp. n., a remarkable Dipterous insect from Kashmir », Annals and Magazine of Natural History, Londres, Taylor & Francis, vol. 9, no 52,‎ avril 1922, p. 379–387 (ISSN 0374-5481, OCLC 1481361, DOI 10.1080/00222932208632687, lire en ligne).